# Militär-Aëronautische Anstalt Fischamend
Die k.u.k. Militär-Aëronautische Anstalt Fischamend war die größte Luftfahrtforschungsstätte der Donaumonarchie Österreich-Ungarn.
Das Areal umfasste ein Flugfeld, Luftschiffhallen mit Luftschrauben-Prüfanstalt, eine Gasanstalt zur Wasserstoffproduktion zur Füllung der Luftschiffe, ein Flugzeugwerk, Hangars, Schulungsräume, einen Wasserturm, Anschlussgleisanlagen an die Lokalbahn Wien–Preßburg, Wohnbauten für Mannschaften und Offiziere und ein Offizierskasino.
Das eingesetzte Personal umfasste 300 Offiziere und 5000 zivile und militärische Angehörige.

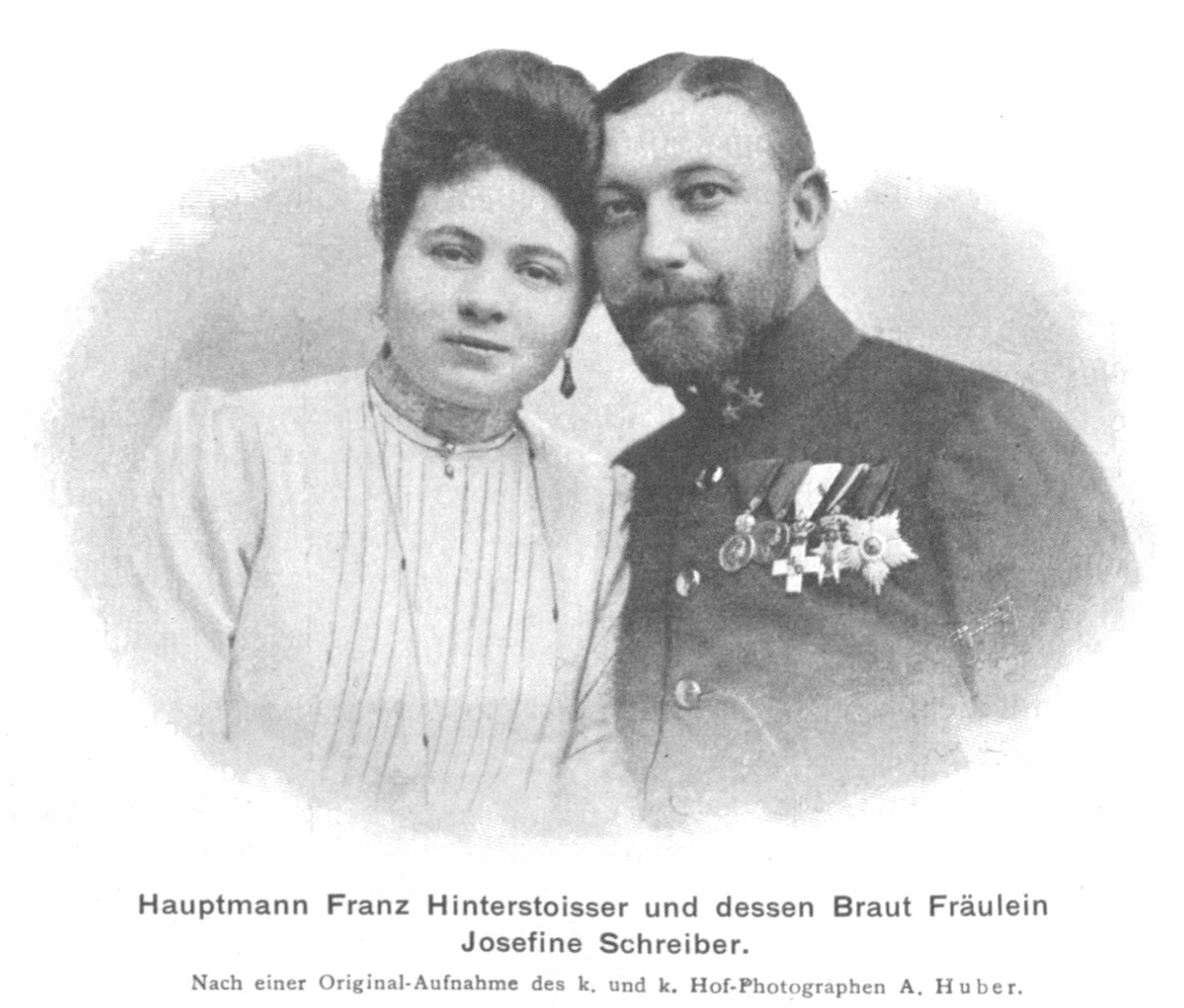
Franz Hinterstoisser, Kommandant der k.u.k. Militär-Aëronautischen Anstalt in Fischamend

## Entstehung
Nachdem mit dem ursprünglichen Platz beim Wiener Arsenal das Auslangen nicht mehr gefunden werden konnte, begann 1908 die Suche nach einem neuen Standort für die Militär-Aëronautische Anstalt. Nach Pressenotizen des Ballonfahrers und Reichsratsabgeordneten Victor Silberer bekundeten etliche Gemeinden der Monarchie ihr Interesse.
1909 fiel die Wahl auf Fischamend. Unter Bürgermeister August Schütz bewarb sich der östliche Teil der heutigen Stadtgemeinde namens Markt-Fischamend – später zog auch Dorf-Fischamend, westlich der Fischa gelegen, erheblichen Nutzen aus der Entstehung.
Die Hauptleute Hinterstoisser und Hans Hauswirth handelten mit der Gemeinde Erwerb und Nutzung von Grundstücken aus und schlossen Verträge mit den für die Errichtung der erforderlichen Bauten und Infrastruktureinrichtungen in Frage kommenden Unternehmen. Das Flugplatzgelände, die erste Luftschiffhalle, ein Depot für Gasflaschen zur Ballonfüllung und ein Wachlokal deckten in dieser Phase die dringendsten Bedürfnisse.
Die Verlegung der k.u.k. Militär-Aëronautischen Anstalt vom Wiener Arsenal nach Fischamend war kein Ereignis von lokaler Bedeutung. Fast alle damaligen Medien – Zeitungen, Ansichtskarten und die aufstrebende Filmindustrie berichteten über dieses Ereignis. Erster Kommandant der Militär-Aëronautischen Anstalt in Fischamend war Franz Hinterstoisser.

Erhaltene Gebäude der Aëronautischen Anstalt
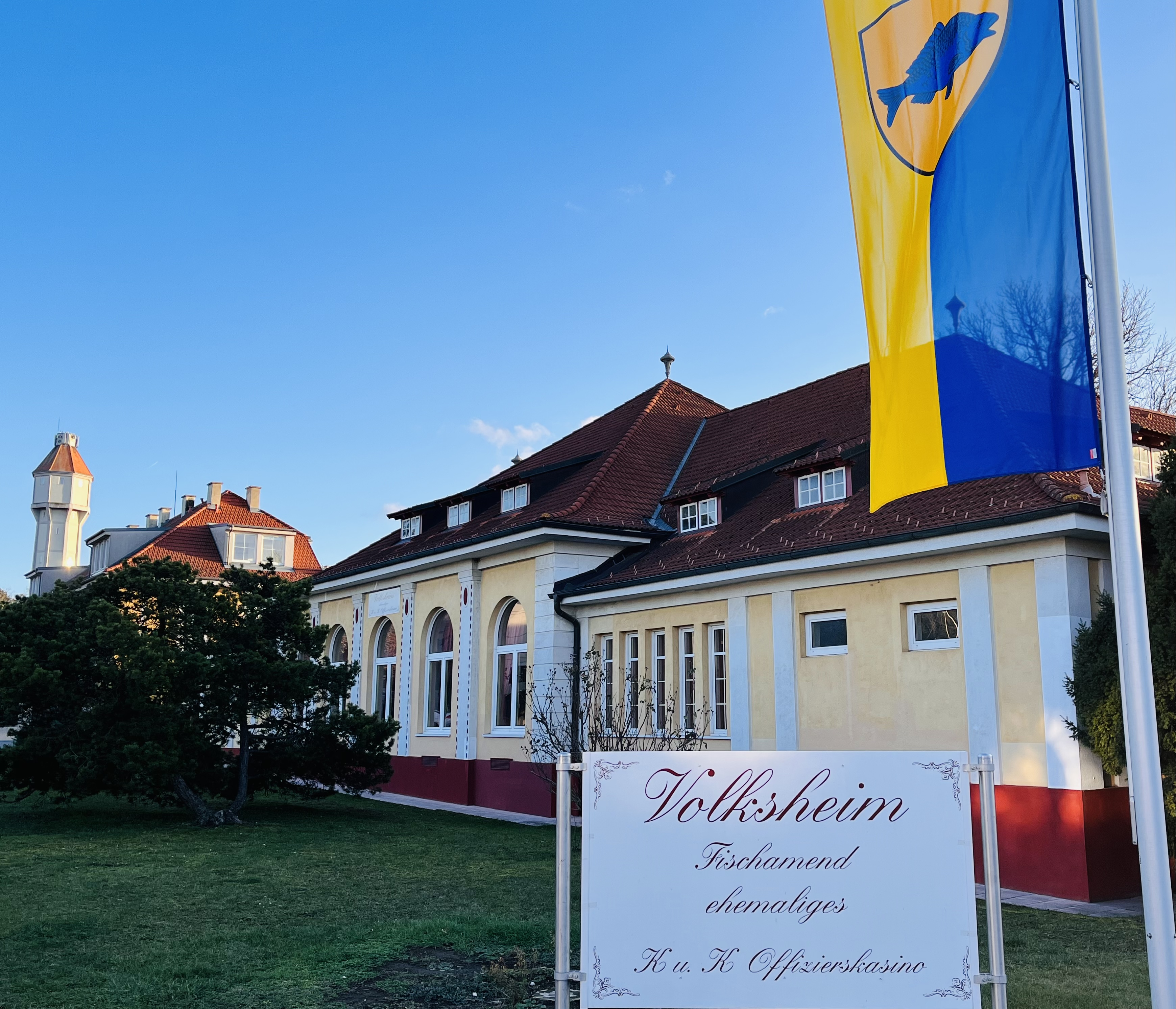
k.u.k. Offizierskasino
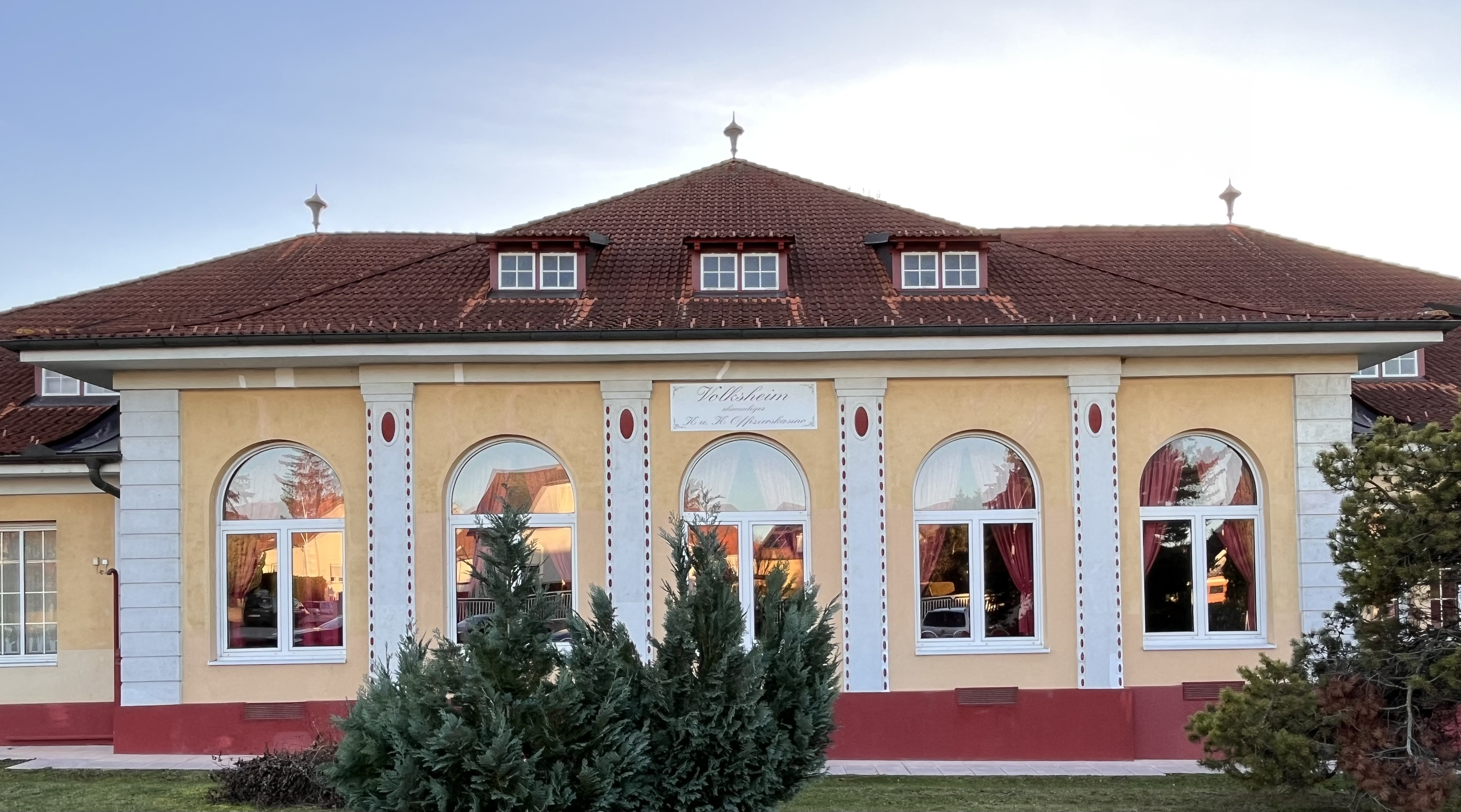
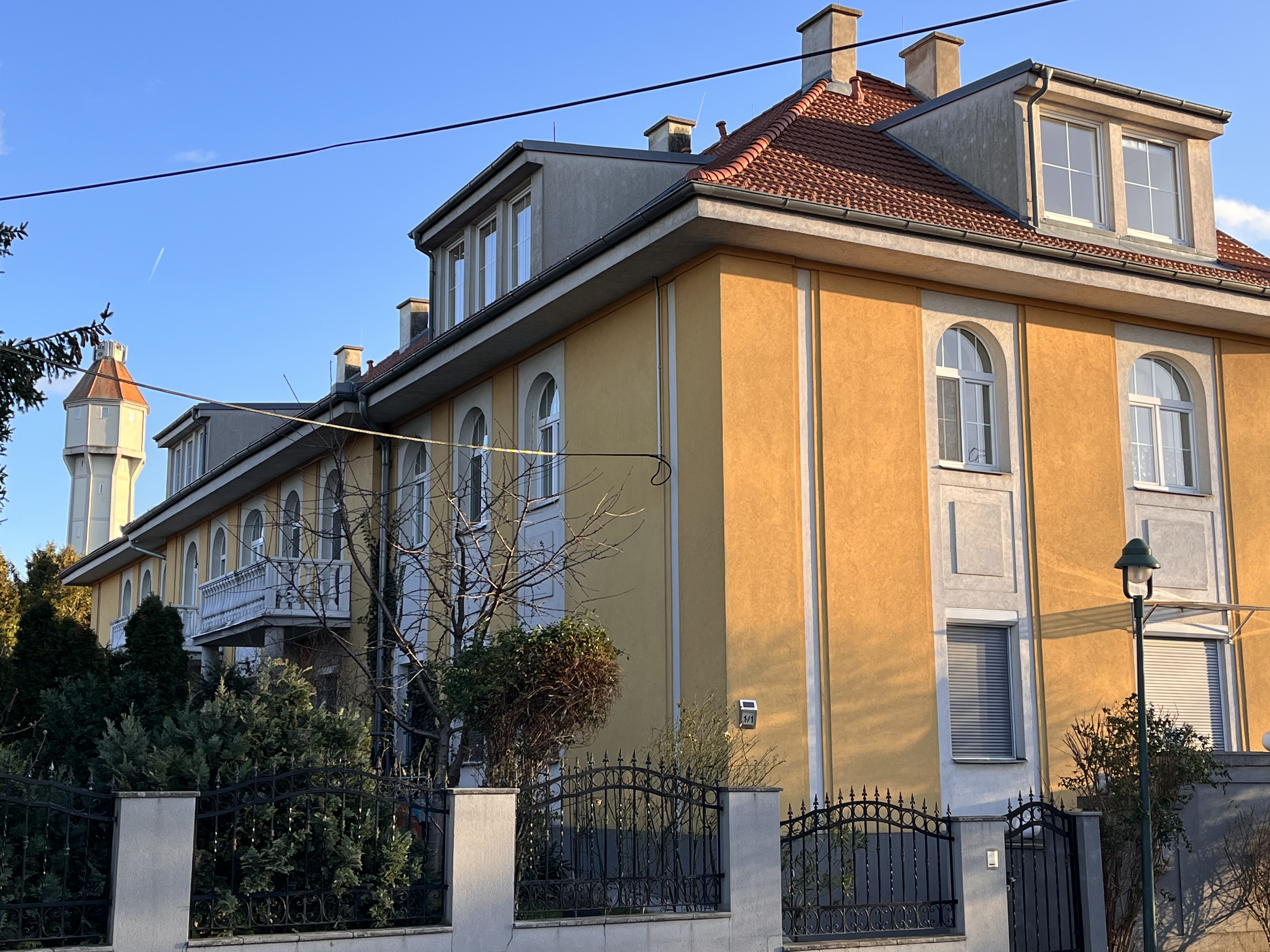
Offiziersunterkunft
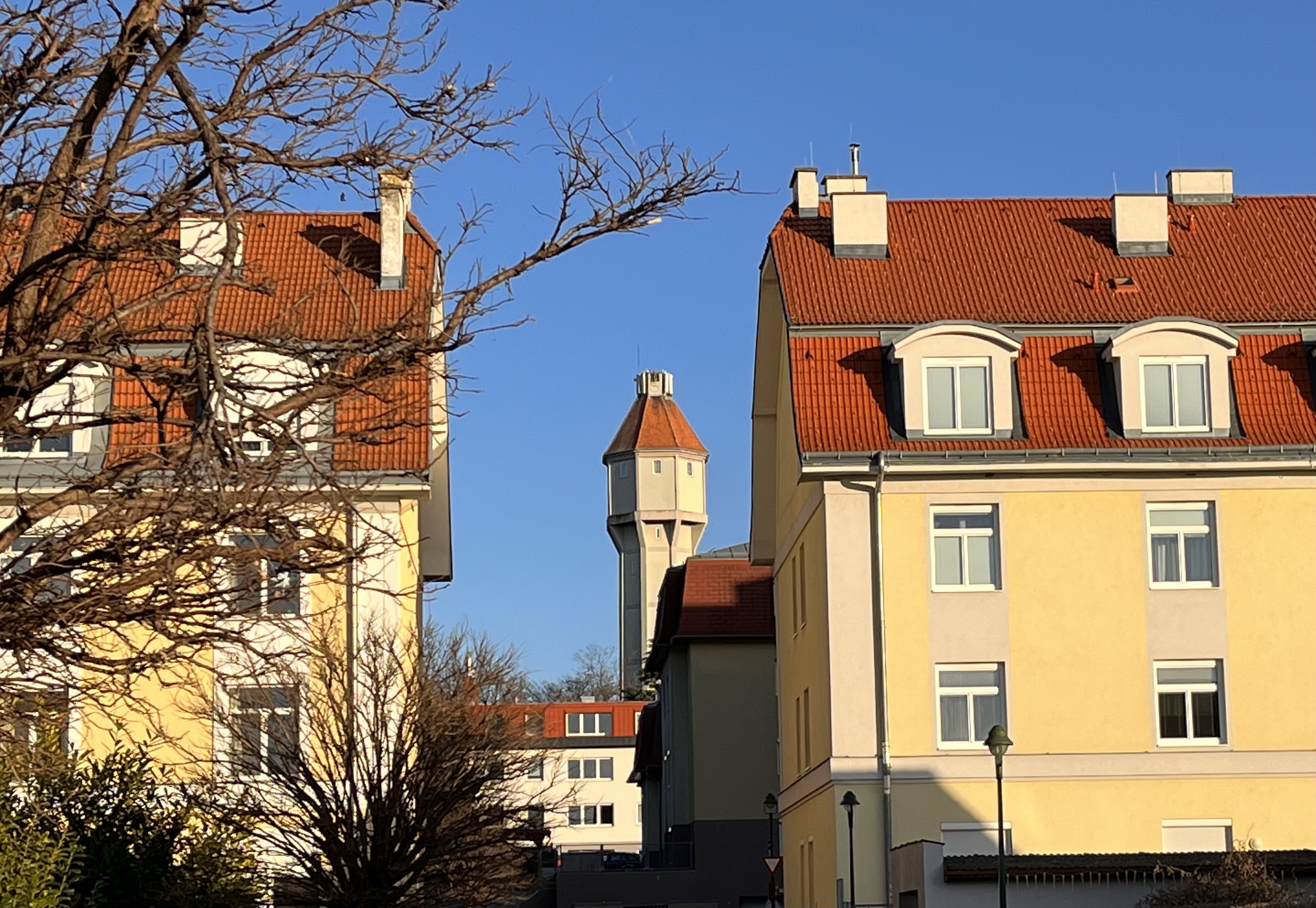
Kasernen
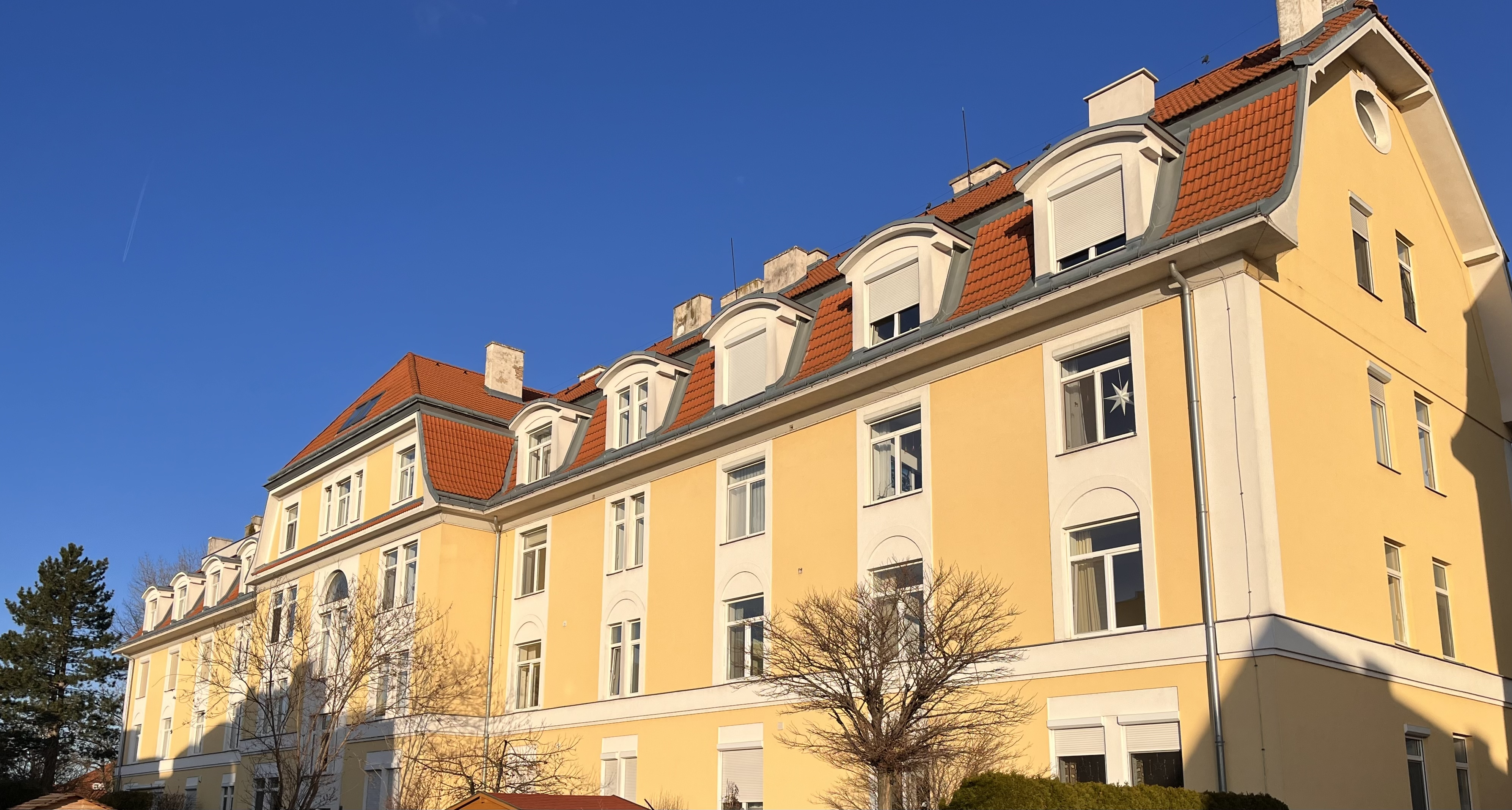
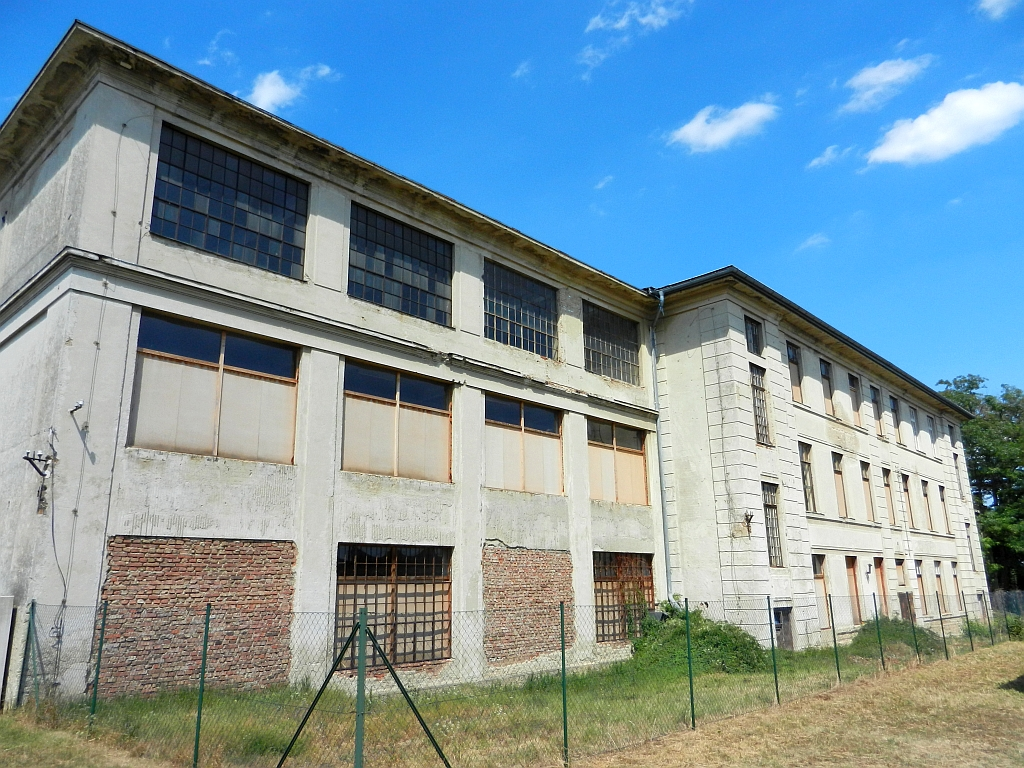
Denkmalgeschütztes Konstruktionsbüro
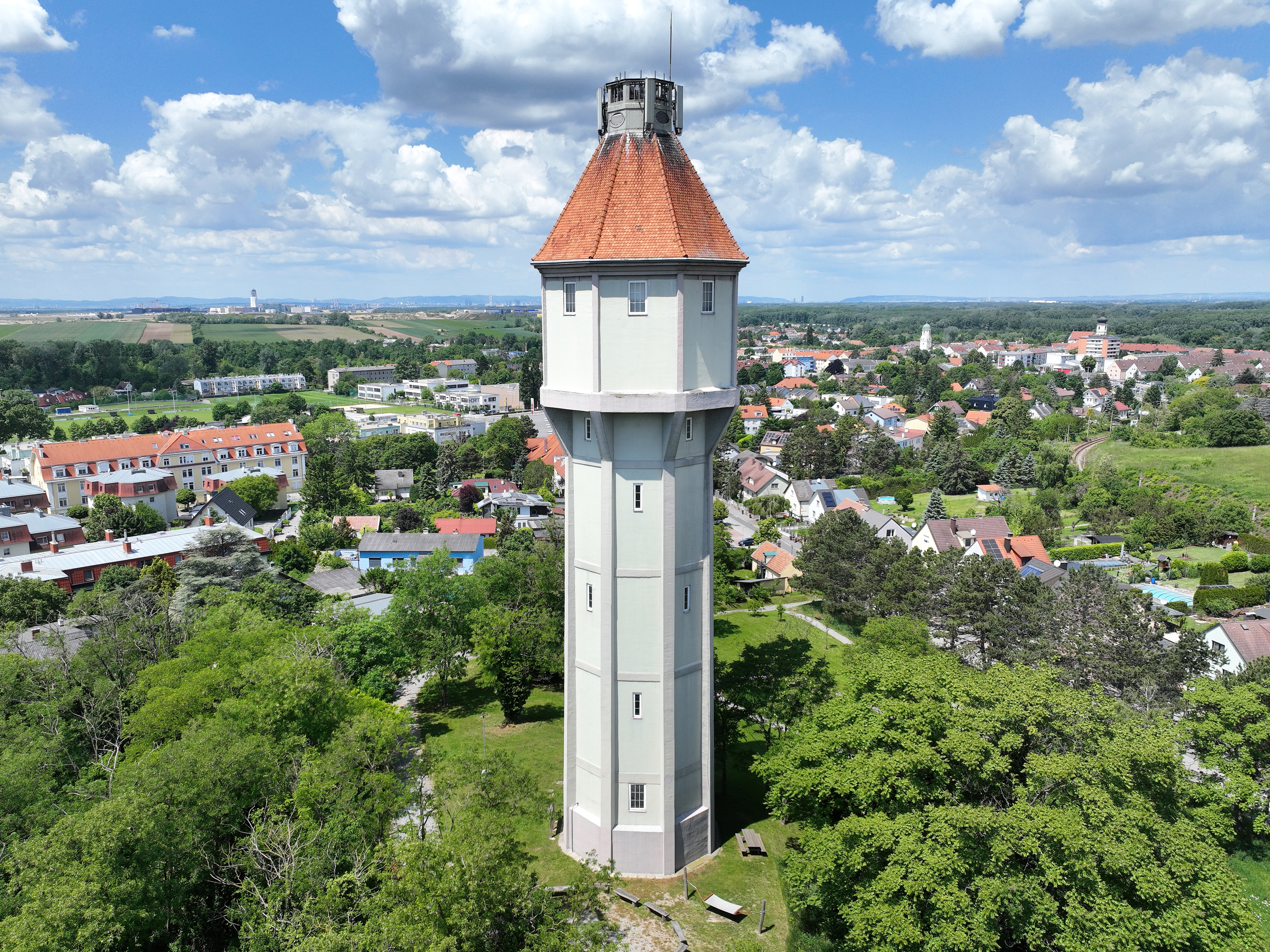
Wasserturm

## Ausbau und Forschung
Nach Fertigstellung der ersten Luftschiffhalle wurde mit der Aufmontierung des ersten der beiden zur Typenerprobung für die Luftschiffertruppen bestellten Motorballons, des M.I Parseval, begonnen. Um auch die erst im Entstehen begriffene Luftfahrtindustrie der Monarchie Erfahrung gewinnen zu lassen, wurden die auf deutschen und französischen Konstruktionen fassenden Lenkballone Parseval und M.II Lebaudy in Lizenz durch ein österreich-ungarisches Firmenkonsortium gefertigt.
Bis 1914 hatte ein reger Ausbildungs- und Erprobungsbetrieb mit Ballonen, Luftschiffen und Flugzeugen Platz gegriffen. Beispielsweise leitete Ferdinand Cavallar von Grabensprung – damals Kommandant der Versuchsabteilung – den Einbau der ersten österreichische Telefunken-Radiostation in das Etrich-Flugapparat Amazone sowie die Ausführung des europaweit ersten Fluges mit einwandfreier Bord-Boden-Funkverbindung.
Mit Flugzeugen und Lenkballons wurde probeweise Funkverbindung aufgenommen und die Landvermessung sollte durch das Photogrammetrie-Verfahren nach Theodor Scheimpflug revolutioniert werden.
Der Erste Weltkrieg brachte der Militär-Aëronautischen Anstalt, die aus vielen Außenstellen in der gesamten Monarchie entstanden war, eine massive Ausweitung in personeller, baulicher und kompetenzmäßiger Hinsicht. Bau, Modifikation und Reparatur von Flugzeugen gewannen an besonderer Bedeutung. Nicht mehr fronttaugliche Typen wurden zu Doppelsteuer-Schulflugzeugen umgebaut. Kurz vor Kriegsausbruch erfolgte ein Nachbau von Etrich-Tauben im damals noch kleinen Flugzeugwerk.
In neu errichteten, größeren Werkshallen wurden Flügel und Zellen verstärkt, Motoren überholt und repariert. Das Reparaturwerk konnte jede Art von Flugzeugbauteilen aus Holz oder Metall in höchster Qualität fertigen. Um die hohe Qualität in der gesamten Monarchie halten zu können, wurde gegen Ende des Krieges eine Ausbildungsstätte für Flugzeugmechaniker an die auch als Fliegerarsenal bezeichnete Militär-Aëronautische Anstalt angegliedert.
Ein wichtiger Fertigungszweig war die Herstellung von Luftschrauben. Schrittweise wurde die Herstellung durch Handarbeit mit höchsten Ansprüchen durch damalige Hochtechnologien mit modernen Messmethoden abgelöst. Mit einer Kopierfräsmaschine sollte die Herstellung von Luftschraubenrohlingen beschleunigt werden. Tausende Luftschrauben konnten mit einer Luftschrauben-Dekopiermaschine hergestellt werden.
Neben Fertigung, Instandsetzung, Übernahme und Verteilung von Luftfahrgeräten sowie der Gaserzeugung für die Ballonkompagnien, stellten Forschung und Entwicklung die wissenschaftlich-technischen Hauptaufgaben des Fliegerarsenals dar.
Aerodynamik-Koryphäen der Monarchie wie Knoller, Kármán und Petróczy und Ferdinand Porsche pflegten enge Verbindungen zum Fliegerarsenal, entwickelten hier ihre Theorien und bekamen ihre Prototypen gefertigt.
Eine bedeutende Forschungseinrichtung war der Luftschrauben-Prüfstand mit Windkanal. Gestützt auf die Aussagen von Knoller, Kármán und Asbóth wurde der Luftschrauben-Wirkungsgrad der k.u.k. Flugzeuge bei zum Teil geringerer Motorleistung entscheidend verbessert.
Das letzte große Projekt der Militär-Aëronautischen Anstalt in Fischamend war die Hubschrauberentwicklung. Beobachtungs-Fesselhubschrauber sollten Gas-Beobachtungsballons ersetzen.

## Körting-Unglück und Untergang der Monarchie

Historischer Presseartikel zur Körting-Katastrophe

Bei der Körting-Katastrophe vom 20. Juni 1914 kollidierten bei photographischen Aufnahmen zum Zwecke der Landvermessung, nächst dem Fischamender Flugplatz, der Militärlenkballon Körting und ein Farman-Doppeldecker-Flugzeug. Nach diesem Luftschiffunglück mit neun Todesopfern, eine Woche vor der Ermordung des Thronfolgepaares in Sarajewo, ging die Ära der k.u.k. Luftschiffe zu Ende.
Mit dem Ende von Weltkrieg und Monarchie musste das k.u.k. Fliegerarsenal zerstört werden. Forschungsergebnisse kamen den Siegern zugute. Alle Einrichtungen wurden verkauft oder einer Nachnutzung zugeführt.
In Fischamend erinnern heute noch einige Bauten und Straßennamen an die Militär-Aëronautische Anstalt.

## Luftschiffe und Luftschiffhallen
1908 entschloss sich das k.u.k. Kriegsministerium als letzte europäische Großmacht dazu, Luftschiffe zu beschaffen. Die Luftschifferstation in der Militär-Aëronautischen Anstalt Fischamend war ab Ende 1909 der Stationierungsort von vier militärischen und einem privaten Motorballon. Es entstanden zwei Luftschiffhallen. 1911 wurde die Entscheidung getroffen, sich für militärische Zwecke auf Flugzeuge und Beobachtungsballone zu beschränken. Nach der Körting-Katastrophe 1914 wurden die Luftschiffhallen für andere Zwecke genutzt.

### Militärluftschiff M.I Parseval
Die Konstruktion des ersten Luftschiffs der k.u.k. Luftschifferabteilung erfolgte auf Grundlage von Plänen des preußischen Majors August von Parseval. Seine Erstfahrt erfolgte am 26. November 1909. Diesem Event widmete der Fischamender Schuldirektor, Feuerwehr-Hauptmann und Musiklehrer Adolf Kaiser seinen Marsch „Zu den Sternen“.

### Militärluftschiff M.II Lebaudy
Das von der Motor-Luftfahrzeuggesellschaft gelieferte Luftschiff wurde nach dem System der Franzosen Ing. Julliot und den Brüdern Lebaudy gebaut. Es war eine Gemeinschaftsproduktion der Österreichisch-Amerikanischen Gummiwarengesellschaft und der Daimler Motorengesellschaft – Erstfahrt am 30. Mai 1910.

### Militärluftschiff M.III Körting
Seine Erstfahrt erfolgte am 1. Jänner 1911. Am 20. Juni 1914 kollidierte es mit einem Flugzeug und stürzte ab.

### Militärluftschiff M.IV System Boemches
Seine Erstfahrt erfolgte am 16. April 1912.

### Privat-Luftschiff Stagl-Mannsbarth
Die Konstruktion dieses seinerzeit größten Prallluftschiffs der Welt stammte von Ing. Hans Otto Stagl und Oblt. Franz Mannsbarth und sollte an das k.u.k. Militär veräußert werden. Es wurde durch die Österreichisch-Amerikanische Gummiwarengesellschaft und Daimler Motorengesellschaft hergestellt – Erstfahrt am 10. März 1911.

### Körting-Luftschiffhalle
Die Körting-Luftschiffhalle mit Wachhäuschen und Ballongas-Flaschendepot war mit Fertigstellung im August 1909 das erste große Gebäude der Militär-Aëronautischen Anstalt. Sie diente den k.u.k. Luftschiffen Parseval, Lebaudy und Körting als Depot, Füllstation und Heimat.
Nach dem Körting-Luftschiffunglück wurde die Halle für andere Forschungsprojekte und als Luftfahr-Materialdepot verwendet. Von 1916 bis 1918 beherbergte sie den Propellerprüfstand samt horizontalem Windkanal.

### Stagl-Mannsbarth-Luftschiffhalle
Da die in Fischamend vorhandene Körting-Halle zu klein war als auch in einem militärischen Bauwerk kein privates Luftschiff untergebracht werden durfte, wurde diese Halle für das Privatluftschiff Stagl-Mannsbarth erbaut. Für die Versorgung mit Wasserstoffgas wurde eine unterirdische Leitung von der Gasfabrik angelegt.
Das Privatluftschiff sollte der k.u.k. Militärverwaltung angedient werden – diese hatte sich 1911 jedoch gegen weitere Luftschiff-Beschaffungen entschieden. Um die Eigner von Halle und Luftschiff vor finanziellem Absturz zu bewahren, kaufte das Militär die Halle um sie als Luftschiffhalle für das k.u.k. Militär-Luftschiff M.IV Boemches und nach 1914 als Depot zu verwenden.
Mit dem Luftschiff Stagl-Mannsbarth wurden Versuche zur Aërophotogrammetrie und zum Passagierverkehr unternommen.

Hans Hauswirth vor der Gondel des Luftschiffes M.I Parseval
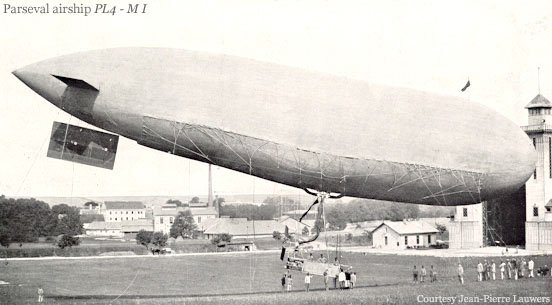
Luftschiff M.I Parseval am Fischamender Flugfeld
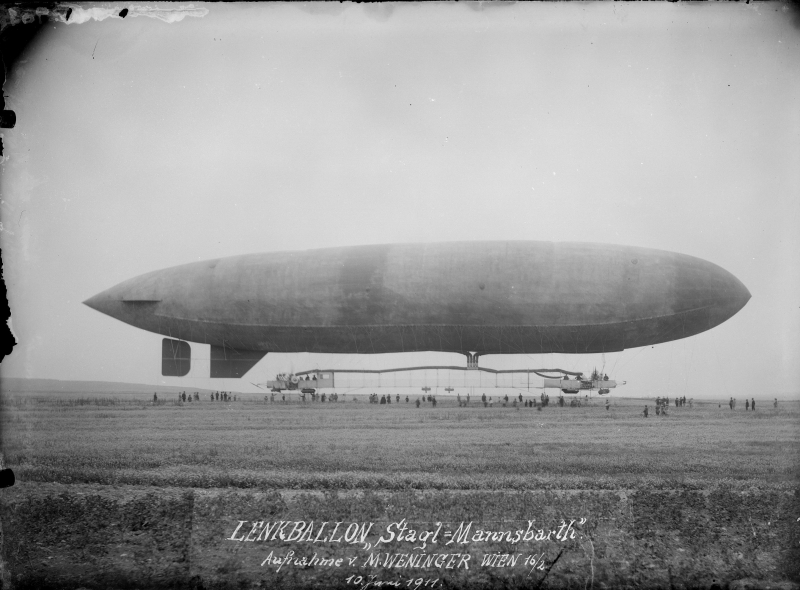
Privatluftschiff Stagl-Mannsbarth
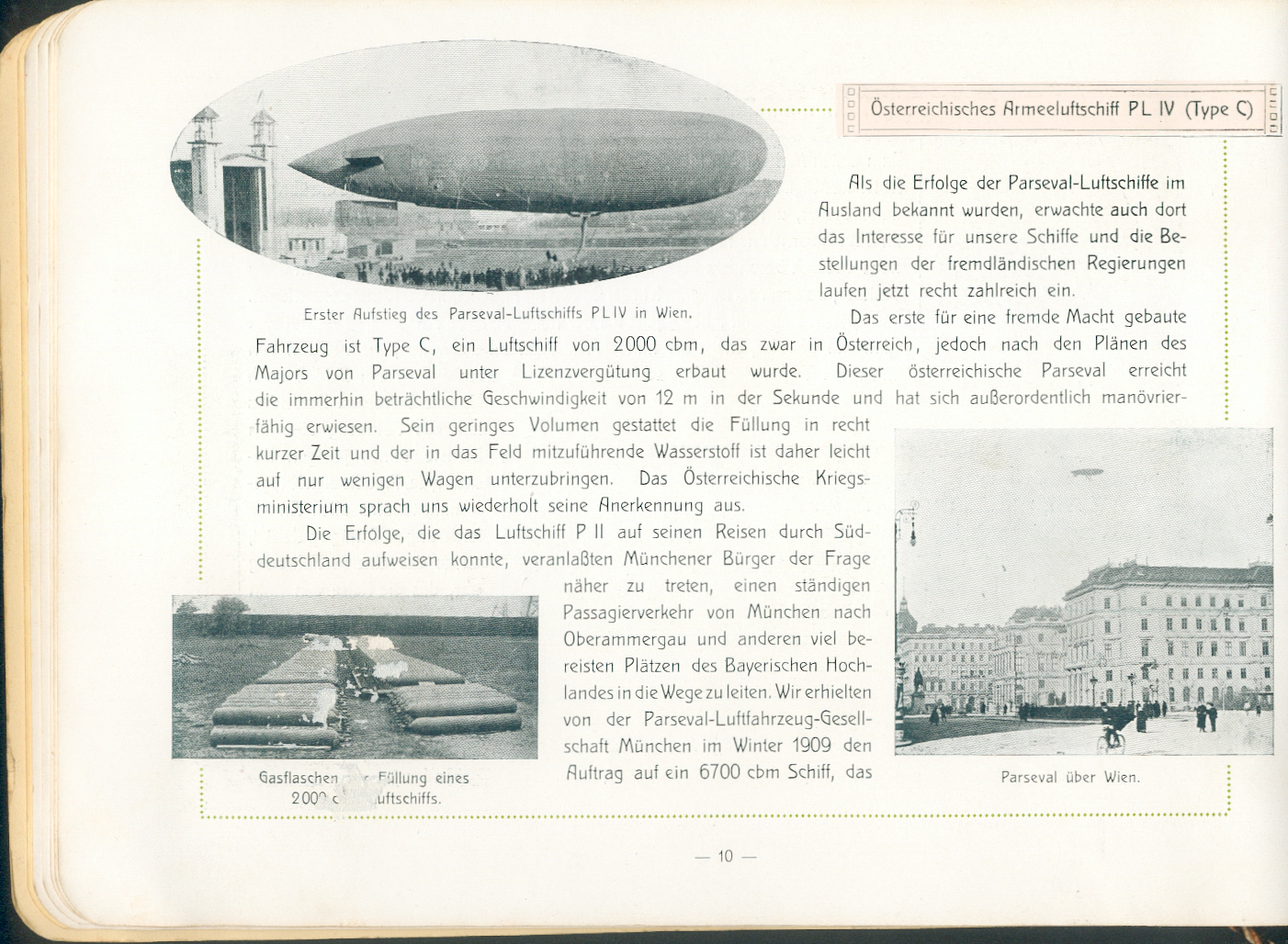
Informationsschrift zur Parseval-Erstfahrt in Fischamend bei Wien

## Gasfabrik
Im 19. Jahrhundert verwendete man als Traggas für Ballone zumeist Leuchtgas. Um die Leistungsfähigkeit der k.u.k. Militärluftschiffe zu steigern, wurde bereits bei der Planung 1908 der Bau einer Wasserstofferzeugungsanlage als unumgänglich befunden.
1910 wurde die aus Kesselhaus, Energiezentrale, Wassergas und Wasserstoffgas-Anlage, Kamin und Gasometern bestehende Anlage fertiggestellt. Weiters wurden unterirdische Gasleitungen zu Kompressorstation und Luftschiffhallen errichtet.

## Flugzeugwerk
Die Flugzeugproduktion in Fischamend begann 1912 mit der Fertigung von Etrich Monoplanen. Die Beweggründe der k.u.k. Luftfahrtruppen, Luftfahrzeuge selbst herzustellen waren vielfältig. Für die gemeinsamen Streitkräfte der Monarchie Budgetmittel für Neuanschaffungen zu erhalten war immens schwierig, für Instandhaltung und Reparaturen standen üppig dotierte Budgets zur Verfügung. Im Misstrauen des Militärs gegenüber Privatwirtschaft und Industrie fußten Argumentationen für eine Fertigung in Fischamend. Persönliche Animositäten wie auch militärische Bedanken hinsichtlich Geheimhaltung waren maßgeblich.
Fast alle k.u.k. Flugzeugtypen, Prototypen sowie deutsche und erbeutete Flugzeuge sind in Fischamend für Erprobungen und Versuche nachweisbar.

### Etrich Monoplan (Fd) Bauarten 70. 71. 72. Etrich-Taube
Wegen strikter Geheimhaltung lassen sich über den genauen Fertigungsbeginn und Stückzahl keine exakten Aussagen treffen.

### Lohner B.I (Fd) Bauart 73.
An die Erfolge des Lohner Pfeilfliegers anknüpfend entwickelte Lohner für militärische Zwecke die Type B (Bauart 11.). Diese wurden von September 1912 bis Mai 1913 ausgeliefert. Sie bewährte sich im rauen Alltagsbetrieb nicht.
Die verbliebenen Flugzeuge sollten ab Mitte 1915 ausgeschieden werden. Wegen des Mangels an Schulflugzeugen wurden etliche vom Fischamender Flugzeugwerk zu Doppelsteuer-Schulflugzeugen um- und weitere zur Gänze neu gebaut. Die Änderungen umfassten Verstärkungen von Rumpf und Tragflächen. Von Dezember 1915 bis Oktober 1916 wurden 36 Um- und Neubauten als Bauart 73. an die Fliegerersatzkompagnien ausgeliefert.

### Lohner B.II (Fd) Bauart 74.
Der Lohner Gebirgsflieger Type C wurde ab Februar 1914 ausgeliefert. Nach einem Absturz im März 1914, bei dem Pilot und Passagier ums Leben kamen, wurde die Type mit einem Flugverbot belegt. Nachdem das modifizierte Flugzeug nach Änderungen aufgrund der Untersuchungsergebnisse den Fronterfordernissen weiter nicht entsprach, wurden die verbliebenen Flugzeuge im Mai 1915 vom Fronteinsatz abgezogen und von Anfang 1916 bis März 1917 im Flugzeugwerk Fischamend zu 53 Doppelsteuer-Schulflugzeugen, Bauart 74. umgebaut.

### Brandenburg B.I Bauarten 75. 76. 176. 77. 78. 79. und 279.
Die bewährten Brandenburg FD der Hansa-Brandenburg, welche von den k.u.k. Luftfahrtruppen als Mehrzweckflugzeuge angekauft wurden, wurden im Frühjahr 1916 im Fischamender Flugzeugwerk überholt.
Vom verbesserten Typ FDD wurden einige bei den k.u.k. Fliegerkompagnien als unbewaffnete Aufklärer eingesetzt und positiv beurteilt.
Ab August 1916 baute das Flugzeugwerk Fischamend reparaturbedürftige Flugzeuge zu Schulflugzeugen um. Zeitgleich baute das Fischamender Flugzeugwerk bis Kriegsende hunderte Brandenburg B.I, teils als Schulflugzeuge mit Doppelsteuer, in Lizenz. Ursprünglich mit einem 100 PS Mercedes-Motor ausgeliefert, wurde bei Überholungen oder Neubauten Daimler-Motoren von 100 bis 145 PS eingebaut. Dieses Flugzeug war das wichtigste und meistgebaute Schulflugzeug der k.u.k. Luftfahrtruppen. Es erreichte Spitzengeschwindigkeiten von 120 km/h.

## Luftschrauben-Prüfanstalt
Die Weiterentwicklung der Flugzeuge in den Jahren 1909 bis 1918 erforderte die aerodynamische Verbesserung von Luftschrauben. Die größte Prüfanstalt für Luftschrauben befand sich auf dem Gelände der k.u.k. Militär-Aëronautischen Anstalt in Fischamend. Diese war in der ehemaligen Luftschiffhalle aufgebaut.
Durch Ministerialerlass vom 6. Juni 1909 wurde an der Technischen Hochschule in Wien eine Lehrkanzel für Luftschifffahrt und Automobilwesen eingerichtet. Durch den Vorstand Professor Richard Knoller entstanden 1910 erste Entwürfe für ein Aeromechanisches Laboratorium. Kernstück dieser Anlage war ein Windkanal in dem Flugzeugteile, Motoren und Propeller in Naturgröße und im Modell untersucht wurden. Das von Knoller erdachte und durchgeführte Konzept wurde von Ludwig Prandtl konzeptionell übernommen und findet unter Göttinger Windkanal in vielen ausländischen Windkanälen Anwendung.
Da für Luftschrauben hohe Geldsummen aufzuwenden waren, war das Ministerium bestrebt, optimierte Propeller zu erhalten.
In Fischamend wurden Luftschrauben mit gerader Vorderkante und hohem Wirkungsgrad nachweislich entwickelt und hergestellt. Diese waren vor allem für die Entwicklung von Hubschraubern bedeutsam.
Richard Knoller hat bahnbrechend gewirkt und gilt als Begründer der Luftfahrtwissenschaft in Österreich.

## Hubschrauberentwicklung
In Fischamend boten das Propellerlabor von Prof. Knoller, der Windkanal und Fachleute wie Theodore von Kármán, Oszkár Asbóth, Karl Balabán und Wilhelm Žurovec nötige Voraussetzungen für eine erfolgreiche Entwicklung.
Die Aerodynamiker Oblt. Dr. Theodore von Kármán und Ingenieurleutnant Wilhelm Źurovec sollten unter dem Kommandanten des Fliegerarsenals Petróczy einen Prototyp unter Berücksichtigung des Propellerlabors konstruieren.
Das Konzept sah vor, einen von einem Benzinmotor angetriebenen Generator am Boden aufzustellen und die elektrische Energie über Fesselungsseile zu einem Elektromotor im Fluggerät zu leiten. Auch Oeffag und Austro Daimler unter Ferdinand Porsche waren in die Entwicklung eingebunden.
Zwischen Juli 1917 und März 1918 wurden 50 Flüge im großen Ballonhangar von Fischamend durchgeführt. Erreicht wurden Höhen von mehr als 10 Metern.

### PKZ-1
Im August 1917 erhielt MAN in Mátyásföld den Auftrag zum Bau eines manntragenden Helikopters. Das im Februar 1918 fertiggestellte Fluggerät wird in der Nachkriegsliteratur als Petróczy-Kármán-Źurovec PKZ-1 bezeichnet. Der Fesselhubschrauber PKZ-1 wog 650 kg, davon 195 kg der Daimler-Elektromotor bei 190 bis 250 PS (140 bis 184 kW) ohne Kühlung. Im Flug sollte die Energie durch ein 800 m langes Aluminiumkabel vom Boden aus übertragen werden.
Beim ersten Flug hob das Gerät bei einer Rekorddrehzahl von 700/min ab und stieg bis zur Fesselungshöhe von 50 cm. Nachdem drei Mann an Bord geklettert waren, schwebte der Helikopter weiterhin. Nach weiteren Flugversuchen brannte der überforderte Motor ab und konnte wegen kriegsbedingter Materialknappheit nicht mehr instand gesetzt werden.

### PKZ-2
Der PKZ-2 wurde von Wilhelm Źurovec erfunden. In der Konstruktion verwendete er das Konzept der gegenläufigen Rotoren um das Gegendrehmoment auszugleichen. Ein zum Transport leicht zerlegbares, mit Seilen verspanntes Rohrgerüst saß auf einem zentralen Luftsack, drei Ausläufer waren mit kleineren Luftsäcken abgestützt. Diese wurden durch eine Pumpe am Rotorenantrieb aufgeblasen. Die Fesselungsleinen waren an den Auslegern befestigt. Durch Umlenkrollen am Boden wurden sie mit einer elektrisch angetriebenen Winde gleichsinnig ausgespielt und eingezogen.
Am 10. Juni 1918 wurde der PKZ-2 einer hochrangigen Militärdelegation vorgeführt. Wegen Überhitzung der Motoren sank deren Leistung ab. Der Hubschrauber geriet außer Kontrolle und wurde beim Absturz schwer beschädigt. Er wurde nicht wieder instand gesetzt.

## Historische Aufarbeitung

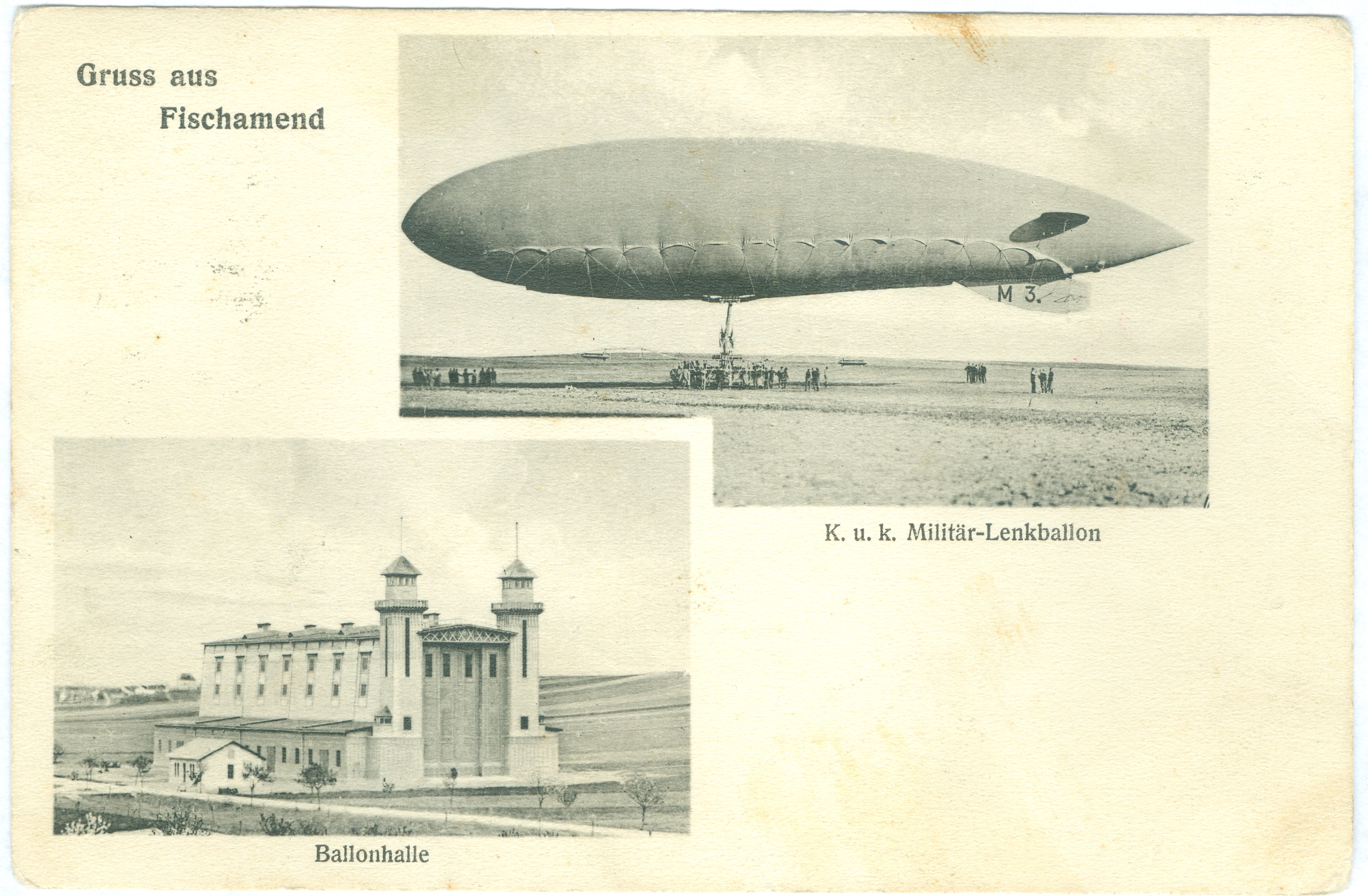
Historische Postkarte aus Fischamend, mit Körtinghalle und Luftschiff M.III Körting
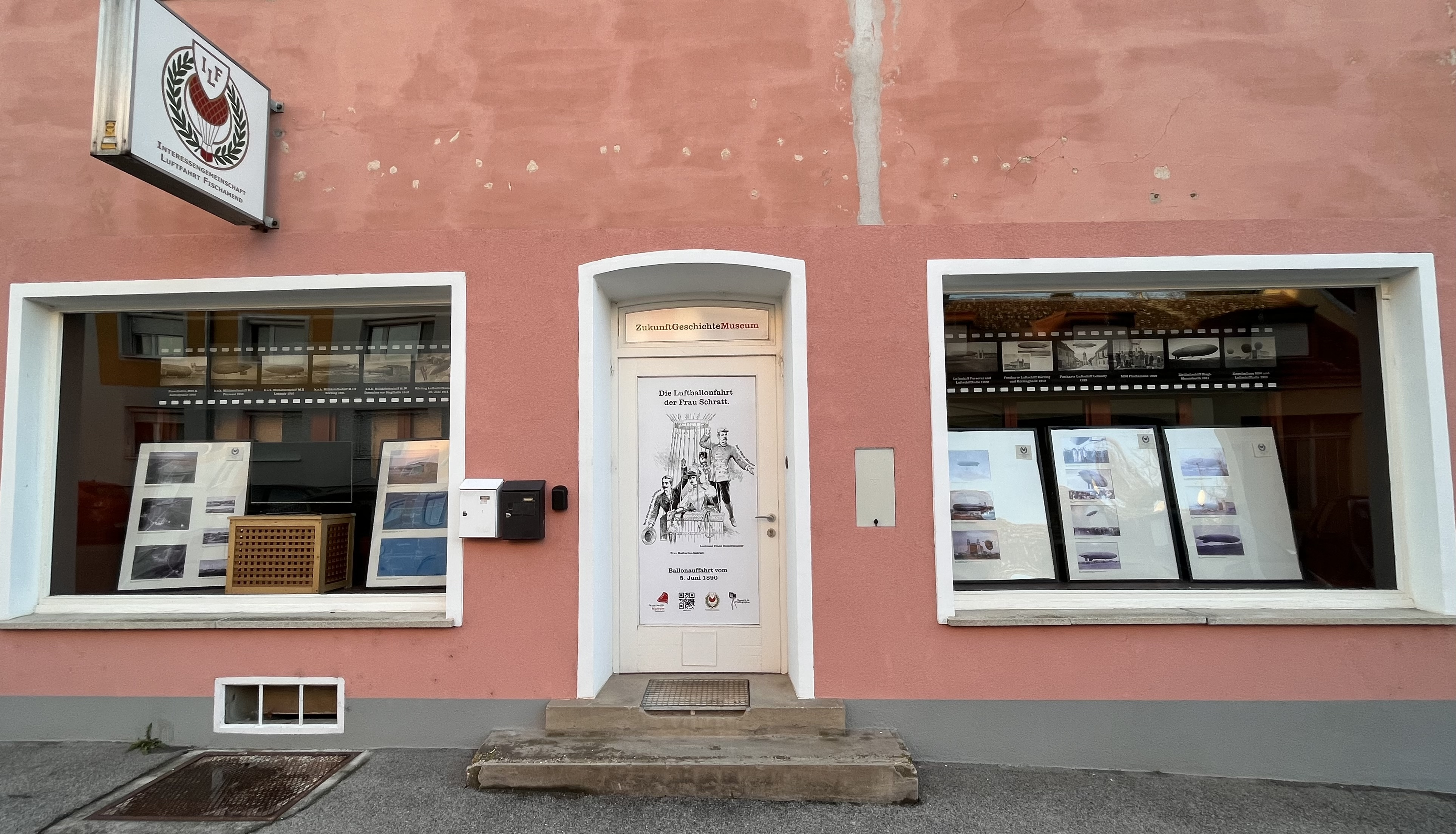
Luftfahrtmuseum der Interessengemeinschaft Luftfahrt Fischamend
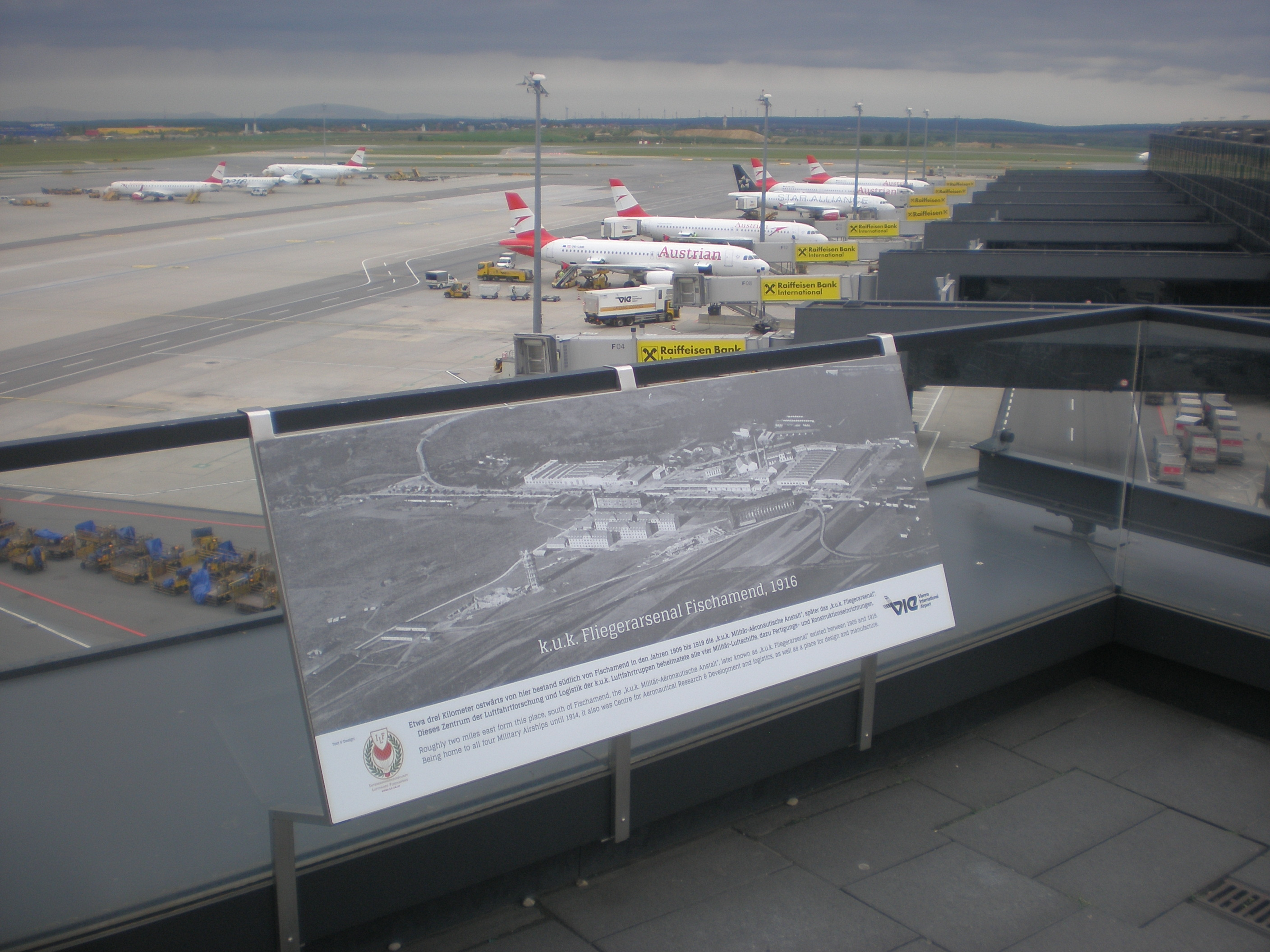
Tafel von VIE und ILF auf der Besucherterrasse zeigt das Fliegerarsenal im nahegelegenen Fischamend vor 100 Jahren
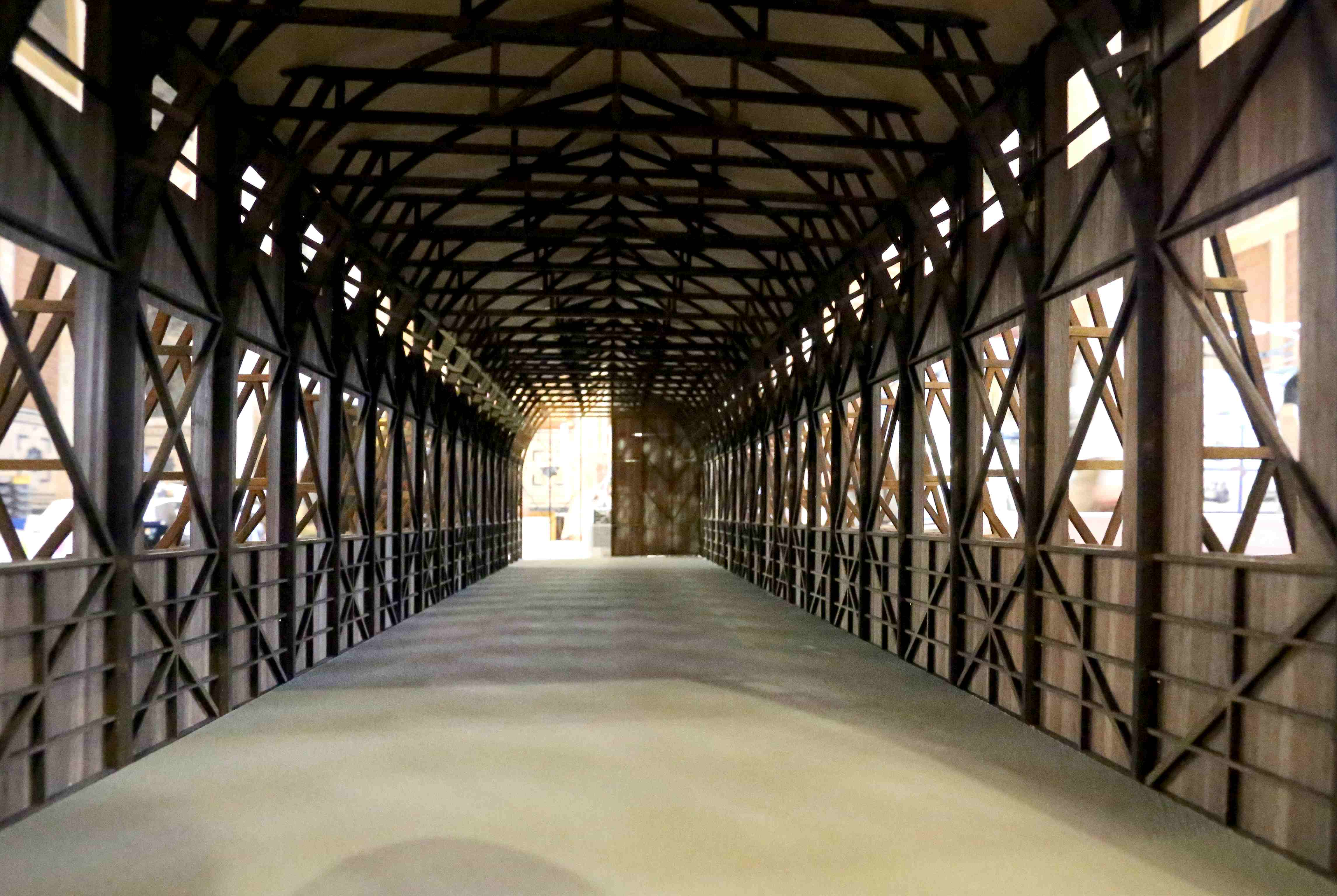
Innenansicht Modell Staglhalle

Aktuell beschäftigt sich der Fischamender Historikerverein ILF mit der Aufarbeitung der Rolle Fischamends in der Entwicklung der Luftfahrt mit Schwerpunkt k.u.k. Militär-Aëronautische Anstalt.
Das HGM Zeltweg zeigt eine Sonderausstellung zur Militär-Aëronautischen Anstalt Fischamend.
In der Besucherwelt des Flughafens Wien waren im Rahmen der Ausstellung „Bewegung in den Lüften“ Topexponate der Zeitepoche 1908–1918 aus Fischamend zu sehen.
Auf der Besucherterrasse des Flughafens ist eine Tafel montiert die ein Luftbild des Fliegerarsenals von 1916 zeigt. Sie weist auf das in Sichtweite gelegene Fischamend hin.
Das Buch „Die Militär-Aëronautische Anstalt Fischamend“ Band 1 widmet sich den k.u.k. Luftschiffen von 1908 bis 1914 in der Militär-Aëronautischen Anstalt.
Zahlreiche Modellnachbauten der k.u.k. Militär-Aëronautischen Anstalt wurden im Rahmen von Diplomarbeiten durch Schüler der HTL Mödling realisiert.
Die Stadtgemeinde Fischamend weist mit Tafeln im Ortsgebiet auf die Historie rund um die Militär-Aëronautische Anstalt hin.
Unter dem Motto Fliegerstadt Fischamend berichtet der Fischamender Stadtbote in jeder Ausgabe über historische Tatsachen rund um die Militär-Aëronautische Anstalt.

## Publikationen
- Rudolf Ster, Reinhard Ringl: Die k.u.k. Militär-Aëronautische Anstalt Fischamend. Band 1 – Die große Zeit der k.u.k. Luftschiffe 1908–1914. Carina-Verlag, Hetzendorf 2017, ISBN 978-3-9503429-8-7.[39]
- Alexander Kustan, Reinhard Ringl: Franz Hinterstoisser – Kommandant der k.u.k. Militär-Aëronautischen Anstalt – Kommandant der k.u.k. Luftschifferabteilung 1897–1903 und 1907–1912. ILF-Eigenverlag, Fischamend 2019, ISBN 978-3-200-06445-4.[39]
- Adalbert Melichar: Luftfahren unterm Doppeladler, Ballonfahrer, Luftschiffer und Aviatiker – Die k.u.k. Militäraeronautische Zentralanstalt Fischamend und ihre bewegte Geschichte ab dem Jahre 1909. NP. 2009, ISBN 978-3-200-01407-7